# PGC 61141
LEDA/PGC 61141 (NGC 6521A) ist eine Spiralgalaxie vom Hubble-Typ Sc im Sternbild Drache am Nordsternhimmel. Sie ist schätzungsweise 353 Millionen Lichtjahre von der Milchstraße entfernt und hat einen Durchmesser von etwa 70.000 Lichtjahren. 

Im selben Himmelsareal befinden sich u. a. die Galaxien NGC 6512, NGC 6516, NGC 6521.
Das Objekt wurde am 4. Juli 1885 von Lewis Swift entdeckt.